# Roszkówko (powiat jarociński)
Roszkówko – mała osada w Polsce położona w województwie wielkopolskim, w powiecie jarocińskim, w gminie Jarocin.
W latach 1975–1998 miejscowość należała administracyjnie do województwa kaliskiego.